# Bessie Coleman
Elizabeth "Bessie" Coleman, soprannominata Brave Bessie o Queen Bess (Atlanta, 26 gennaio 1892 – Jacksonville, 30 aprile 1926), è stata un'aviatrice statunitense, prima donna pilota di origine afroamericana e la prima di origine nativa americana, nonché la prima persona afroamericana a conseguire una licenza di pilota internazionale.

## Biografia
La Coleman nacque il 26 gennaio 1892 ad Atlanta, Texas, decima di tredici figli dei mezzadri George, di discendenza Cherokee o Choctaw e afroamericana, e Susan Coleman, afroamericana. Quando Bessie aveva due anni, la famiglia si trasferì a Waxahachie, nel Texas, dove visse fino all'età di 23 anni. La Coleman iniziò a frequentare la scuola a Waxahachie a sei anni e doveva camminare 4 miglia (6,4 chilometri) ogni giorno per raggiungere la scuola per neri di una sola stanza, dove amava leggere e si dimostrò una brava studentessa soprattutto in matematica. Completò tutti gli otto gradi nella sua scuola di una sola stanza. Ogni anno, le consuete attività della Coleman, scuola, faccende domestiche e chiesa, venivano interrotte dalla raccolta del cotone.
Nel 1901, la vita della Coleman prese una svolta dolorosa: George Coleman lasciò la famiglia, poiché ne aveva abbastanza delle barriere razziali che esistevano nel Texas. Tornò in Oklahoma, o Territorio indiano, come si chiamava allora, per cercare migliori opportunità di lavoro, ma la moglie e i bambini non lo seguirono. Susan, per mantenere i figli, faceva la domestica nelle case dei bianchi. Bessie all'età di 12 anni fu accettata nella Missionary Baptist Church e, quando compì diciotto anni, prese i suoi risparmi e si iscrisse alla Oklahoma Colored Agricultural and Normal University (ora chiamata Langston University) a Langston, in Oklahoma. Completò un semestre prima che finisse il suo denaro e fosse costretta a tornare a casa.

### A Chicago
Nel 1915, all'età di 23 anni, si trasferì a Chicago, nell'Illinois, dove visse con i suoi fratelli Walter e John. Lavorava in un "chili parlor" (ristorante specializzato nel preparare il chili) e presso il White Sox Barber Shop come manicure, dove sentiva i racconti dai piloti di ritorno a casa dalla prima guerra mondiale sui voli durante la guerra. Non riusciva a ottenere l'ammissione a scuole di volo americane perché era nera e donna. Nessun aviatore di colore statunitense voleva addestrarla.
Con il suo lavoro di manicure conobbe Robert S. Abbott, fondatore e editore del settimanale Chicago Defender, che la incoraggiò a studiare all'estero. La Coleman ricevette aiuto finanziario da un banchiere di nome Jesse Binga e dal Defender. Sembra che all'inizio del 1917 si sia sposata con Claude Glenn, un amico di suo fratello Walter e più vecchio di lei di quattordici anni. Se il matrimonio avvenne non fu reso pubblico e fu seguito da una rapida separazione.

### In Francia

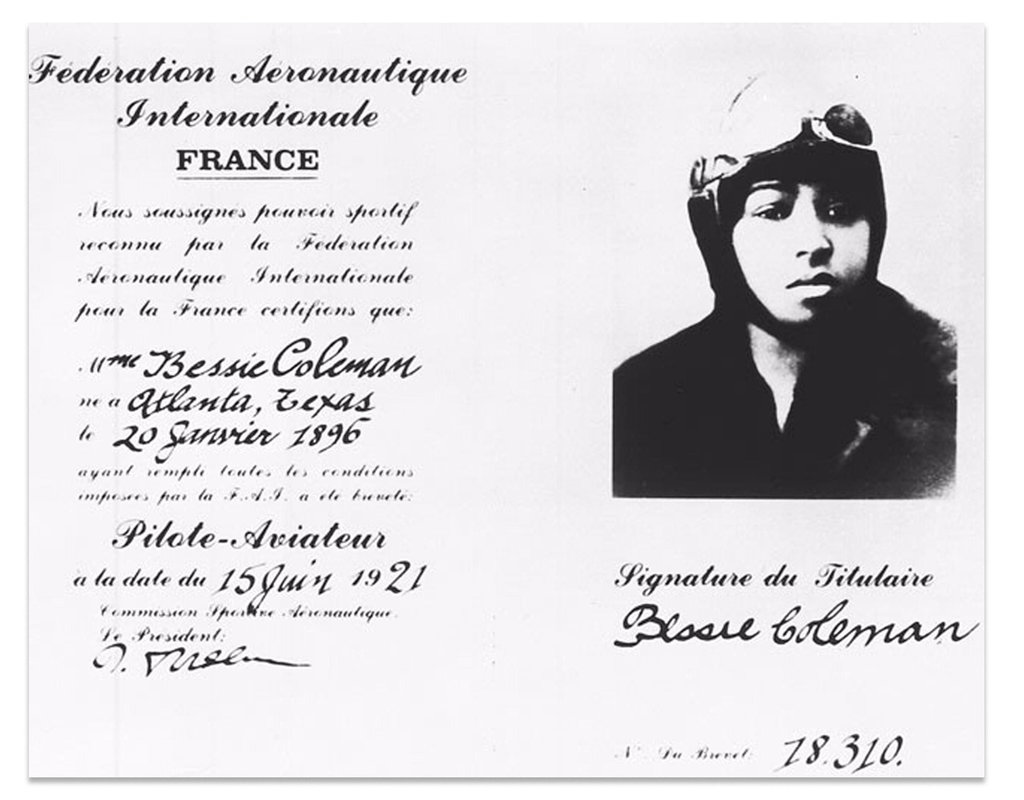
Licenza di pilota della Coleman (numero 18310)

Appena ebbe la certezza che una scuola di volo l'avrebbe accettata in Francia, seguì un corso di francese alla scuola Berlitz di Chicago e si imbarcò sul transatlantico SS Imperator nel novembre 1920. La Coleman imparò a volare alla Société des avions Caudron di Le Crotoy su un biplano Nieuport tipo 82, con un'apertura alare di 42 ft (12,80 m) e "un sistema di guida che consisteva in un bastone verticale dello spessore di una mazza da baseball davanti al pilota e una barra sotto i piedi per controllare il timone". Abbott e Binga le pagarono le lezioni. Era l'unico allievo di colore del corso. Durante l'addestramento dovette assistere ad un incidente che costò la vita ad un allievo e la lasciò traumatizzata.
Il 15 giugno 1921, la Coleman divenne non solo la prima donna afroamericana a conseguire un brevetto aereo internazionale dalla Fédération Aéronautique Internationale e il primo americano di qualsiasi sesso o etnia ad ottenerlo, ma anche la prima donna afroamericana a ottenere un brevetto di pilota di aviazione. Determinata a perfezionare la sua perizia, la Coleman trascorse i successivi due mesi a prendere lezioni da un francese asso dell'aviazione nei pressi di Parigi e nel settembre del 1921 si imbarcò sul transatlantico Manchuria per New York. Il suo ritorno negli Stati Uniti ebbe grande risonanza nella stampa. Fu anche invitata come ospite d'onore al musical afroamericano "Shuffle Along" in Broadway e gli fu tributata una standing ovation.

### Manifestazioni aeree

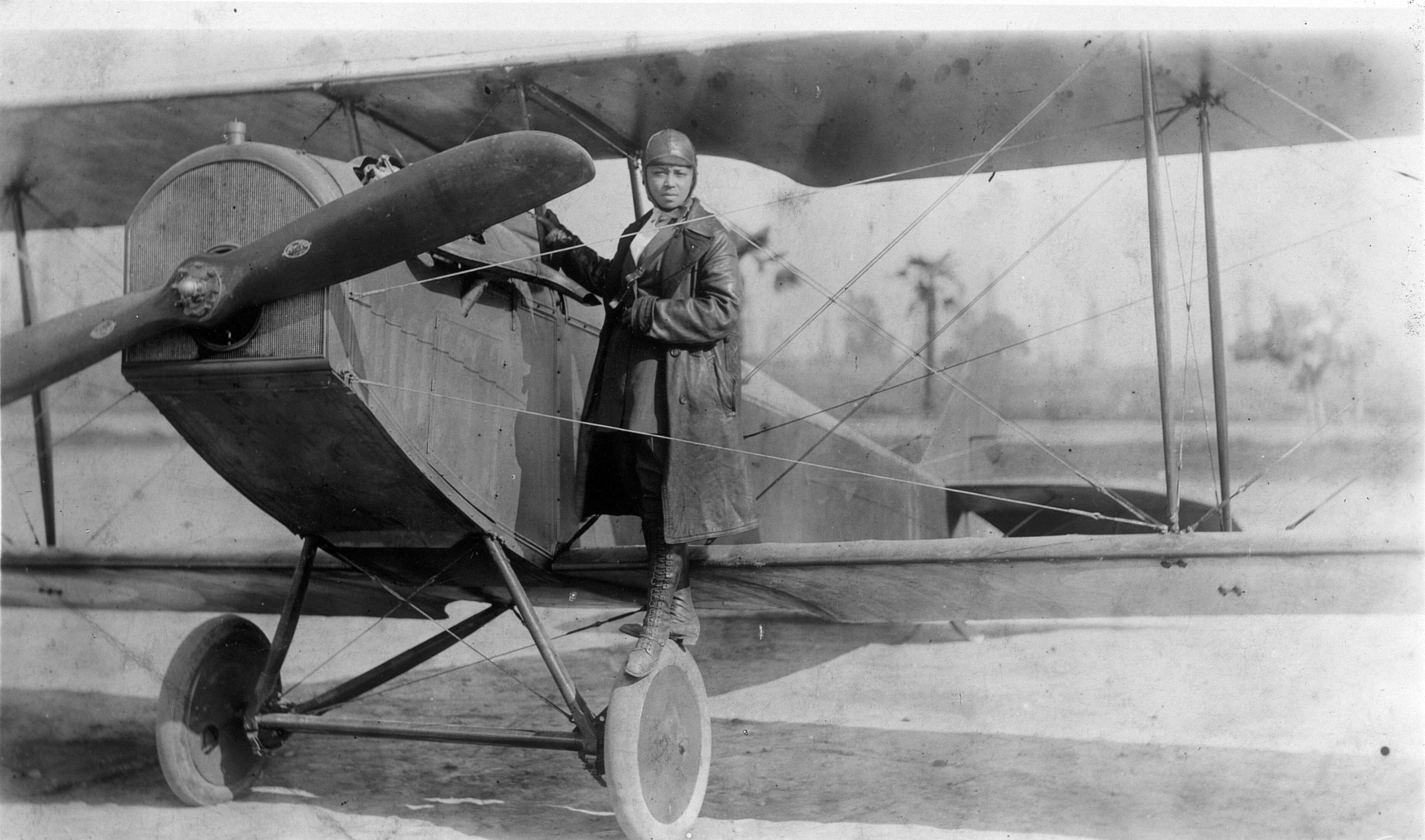
Bessie Coleman nel 1922 (circa).

La Coleman capì presto che per vivere come pilota civile - l'età del volo commerciale si sarebbe sviluppata dieci anni più tardi - avrebbe dovuto diventare una pilota di acrobazie aeree itinerante e dare spettacolo per un pubblico pagante. Ma per avere successo in questo campo altamente competitivo, aveva bisogno di lezioni avanzate e di un più vasto repertorio. Tornando a Chicago, la Coleman non riusciva a trovare nessuno disposto a darle lezioni, così nel febbraio del 1922, ritornò ancora in Europa. Trascorse i successivi due mesi in Francia, completando un corso avanzato di volo, poi si recò nei Paesi Bassi per incontrare Anthony Fokker uno dei progettisti aeronautici più noti. Si recò anche in Germania, dove visitò la Fokker Corporation e ricevette una formazione supplementare da uno dei principali piloti della compagnia. Tornò negli Stati Uniti con la fiducia e l'entusiasmo di cui aveva bisogno per lanciarsi nella sua carriera di esibizioni acrobatiche.
"Queen Bess", come veniva chiamata, divenne un'attrazione molto popolare nei successivi cinque anni. Invitata ad eventi importanti e spesso intervistata dai giornali, era ammirata da neri e bianchi. Volava principalmente con un biplano Curtiss JN-4 (meglio conosciuto come "Jenny") e aerei militari dismessi. Fece la sua prima apparizione in uno spettacolo di acrobazie aeree americano il 3 settembre 1922, in un evento in onore dei veterani del 369º Reggimento di Fanteria (369th Infantry Regiment), formato di soli uomini di colore, della prima guerra mondiale, tenuto al Curtiss Field
in Long Island vicino a New York e sponsorizzato dal suo amico Abbott e dal giornale Chicago Defender. Lo spettacolo propagandò la Coleman come "la più brava donna volante del mondo" e presentò le esibizioni aeree di altri otto piloti americani fuoriclasse e un lancio del paracadutista nero Hubert Julian.

Sei settimane più tardi tornò a Chicago per offrire una dimostrazione di manovre temerarie, tra cui figure a otto, loop e passaggi a rasoterra ad una grande ed entusiasta folla al Checkerboard Airdrome (ora Chicago Midway Airport). Ma l'emozione delle acrobazie aeree e l'ammirazione della folla festante erano solo una parte del sogno della Coleman. Non perse mai di vista il suo voto nell'infanzia di "diventare qualcuno" un giorno. Come aviatrice professionale, la Coleman venne spesso criticata dalla stampa per la sua natura opportunistica e lo stile chiassoso delle sue esibizioni aeree. Tuttavia guadagnò ben presto anche una reputazione di pilota abile e audace che non si fermava davanti a nulla pur di completare un'acrobazia difficile. A Santa Monica si ruppe una gamba e tre costole quando il suo aereo andò in stallo e si schiantò nel febbraio 1923. Ma Bessie amava volare: "È l'unico luogo in cui non ci sono pregiudizi", diceva.

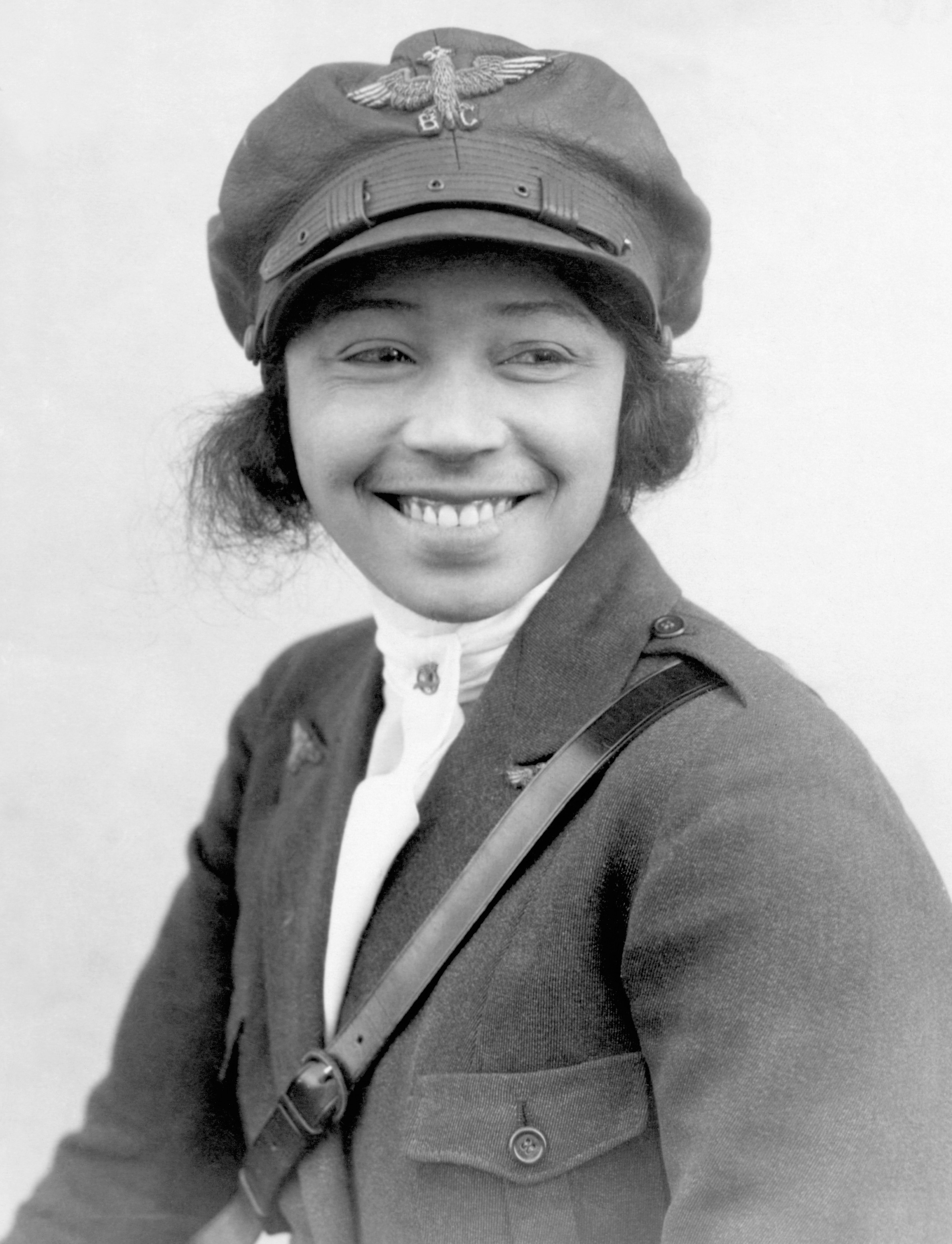
Bessie Coleman 1923

Attraverso i suoi contatti con i media, le fu offerto un ruolo in un lungometraggio dal titolo Shadow and Sunshine finanziato dall'African American Seminole Film Producing Company. Accettò volentieri, sperando che la pubblicità potesse contribuire ad un progresso nella sua carriera e che con la sua prestazione le permettesse di guadagnare una parte dei soldi che le servivano per realizzare una sua scuola di volo. Ma dopo aver appreso che nella prima scena del film doveva apparire in abiti laceri, con un bastone da passeggio e un pacco sulla schiena, si rifiutò di continuare. "Chiaramente [...] [Per Bessie] abbandonare il set del film fu una questione di principio. Anche se fu calcolatrice per quanto riguardava la sua carriera, non lo fu mai per quel che riguardava le questioni razziali. Non aveva alcuna intenzione di perpetuare l'immagine dispregiativa che la maggior parte dei bianchi avevano dei neri", ha scritto Doris L. Rich. Per questo motivo si rifiutò di esibirsi in manifestazioni dove le persone di colore non erano ammesse o erano in qualche modo discriminate (ingressi o posti separati).
La Coleman non sarebbe vissuta abbastanza a lungo per realizzare il suo sogno di creare una scuola per giovani aviatori neri, ma i suoi successi pionieristici servirono come ispirazione per una generazione di uomini e donne afroamericani. "Con Bessie Coleman", scrisse il tenente William J. Powell in Black Wings 1934, dedicato alla Coleman, "abbiamo superato quelle che erano peggio di barriere razziali. Abbiamo superato le barriere dentro di noi e il coraggio di sognare". Powell durante la prima guerra mondiale fece parte di una unità separata e instancabilmente promosse la causa degli aviatori di colore con il suo libro, i suoi diari e il Bessie Coleman Aero Club, che fondò nel 1929.

### L'incidente mortale
Il 30 aprile 1926 la Coleman era a Jacksonville, invitata dalla Negro Welfare League. Aveva recentemente acquistato un Curtiss JN-4 Jenny a Dallas e l'aveva portato a Jacksonville, in vista di una manifestazione aerea. I suoi amici e familiari non consideravano l'aereo sicuro e la implorarono di non volare. Il suo meccanico e agente pubblicitario, William Wills, aveva volato sull'aereo con la Coleman in un'altra manifestazione. La Coleman non allacciò la cintura di sicurezza perché stava progettando un lancio con il paracadute per il giorno successivo e voleva guardare oltre il bordo della cabina di guida per esaminare il terreno. Dopo circa dieci minuti di volo, l'aereo non uscì da una picchiata ed entrò in vite. La Coleman fu sbalzata fuori dall'aereo a circa 2 000 ft (610 m) di quota e morì sul colpo quando precipitò al suolo. William Wills non fu in grado di tenere il controllo dell'aereo e precipitò a terra. Wills morì al momento dell'impatto e l'aereo prese fuoco.
Anche se il relitto dell'aereo si era in gran parte bruciato, pare si sia scoperto che una chiave inglese usata per la manutenzione del motore fosse scivolata negli ingranaggi, inceppandoli. La Coleman aveva 34 anni. "Sto per aprire la scuola di volo", aveva scritto nell'ultima lettera alla sorella Elois Patterson. Migliaia di persone resero omaggio alla sua salma, che fu trasportata in treno da Orlando a Chicago. È sepolta nel Lincoln Cemetery di Blue Island, Contea di Cook (Illinois), al 11900 di S Kedzie Ave.

## Riconoscimenti

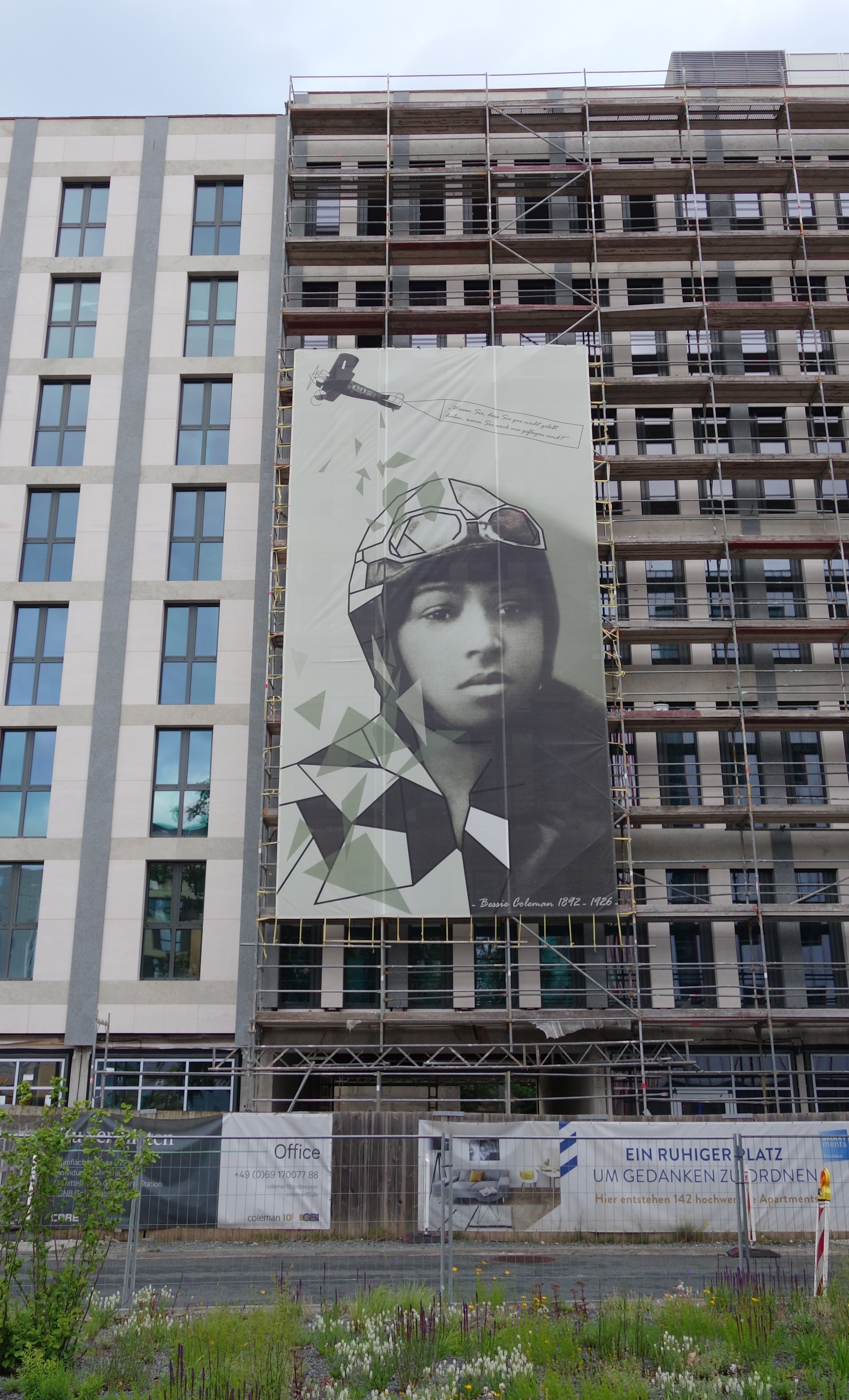
Banner sui ponteggi sulla Bessie-Coleman-Straße (Via Bessie Coleman) all'aeroporto di Francoforte

- Nel 1940 la Johnny Hodges Orchestra le ha dedicato un brano musicale: Good Queen Bess.[28][29]
- Nel 1990 il sindaco di Chicago, Richard Daley, dichiarò il 2 maggio "Bessie Coleman Day" e fece dare ad una strada accanto all'Aeroporto Internazionale di Chicago-O'Hare il suo nome: Bessie Coleman Drive.[25][30]
- Nel 1995 il Servizio postale statunitense ha emesso un francobollo da 32 ¢ (centesimi) in suo onore.[1][31]
- Nel 1995 è stata inclusa nella Pioneer Hall of Fame dell'organizzazione non profit Women In Aviation International.[32]
- Nel 1999 è stata inclusa nel National Women's History Project.[33]
- Nel 2000 è stata inserita nella Texas Aviation Hall of Fame.[34]
- Nel 2001 è stata inclusa nella National Women's Hall of Fame.[35]
- Nel 2006 è stata inserita nella National Aviation Hall of Fame.[36]
- Nel 2012 è stata inclusa nel murale "Black Americans in Flight" all'Aeroporto Internazionale Lambert-St. Louis, che illustra il contributo degli afroamericani alla storia dell'aviazione dal 1917.[37][38]
- Per anni il giorno dell'anniversario della sua morte aviatori di colore volavano sulla sua tomba gettando fiori.[25][39]
- C'è una strada che prende il nome da Bessie Coleman all'aeroporto di Francoforte.
- Le è stato intitolato il  Coleman Mons, una struttura geologica della superficie di Plutone.